# Moussa Diakité
Moussa Diakité (Bamako, 4 novembre 2003) è un calciatore maliano, centrocampista del Cadice B.

## Carriera

### Club
Diakité è stato acquistato dal Cadice nel 2022, ed è stato assegnato alla seconda squadra in Segunda Federación. Ha debuttato in prima squadra il 4 dicembre 2023 nell'incontro di Primera División pareggiato 1-1 contro il Celta Vigo.

### Nazionale
Nel 2024 è stato convocato dalla nazionale olimpica maliana per partecipare ai Giochi della XXXIII Olimpiade.

## Statistiche

### Presenze e reti nei club
Statistiche aggiornate al 24 luglio 2024.
| Stagione        | Squadra         | Campionato      | Campionato | Campionato | Coppe nazionali | Coppe nazionali | Coppe nazionali | Coppe continentali | Coppe continentali | Coppe continentali | Altre coppe | Altre coppe | Altre coppe | Totale | Totale | Totale |
| Stagione        | Squadra         | Comp            | Pres       | Reti       | Comp            | Pres            | Reti            | Comp               | Pres               | Reti               | Comp        | Pres        | Reti        | Pres   | Reti   |        |
| --------------- | --------------- | --------------- | ---------- | ---------- | --------------- | --------------- | --------------- | ------------------ | ------------------ | ------------------ | ----------- | ----------- | ----------- | ------ | ------ | ------ |
| 2021-2022       | Cadice B        | SDR             | 1          | 0          |                 | -               | -               |                    | -                  | -                  |             | -           | -           | 1      | 0      |        |
| 2022-2023       | Cadice B        | SF              | 29         | 0          |                 | -               | -               |                    | -                  | -                  |             | -           | -           | 29     | 0      |        |
| 2023-2024       | Cadice B        | SF              | 30         | 0          |                 | -               | -               |                    | -                  | -                  |             | -           | -           | 30     | 0      |        |
| 2023-2024       | Cadice          | PD              | 1          | 0          | CR              | 1               | 0               |                    | -                  | -                  |             | -           | -           | 2      | 0      |        |
| Totale carriera | Totale carriera | Totale carriera | 61         | 0          |                 | 2               | 0               |                    | -                  | -                  |             | -           | -           | 63     | 0      |        |